# Lucius Caesennius Paetus
Lucius Junius Caesennius Paetus (circa 20 n.Chr. - circa 72 n.Chr.) was Romeins senator. Zoals zijn naam aanduidt, kwam hij uit de gens Caesennia en de Gens Junia.
Paetus diende als politicus en generaal tijdens de regeringen van de keizers Nero (54-68) en Vespasianus (69-79). Hij was Consul ordinarius in 61, samen met Publius Petronius Turpilianus. Na zijn consulschap en in hetzelfde jaar, misschien in juni, werd Paetus benoemd tot gouverneur en Legatus Augusti pro praetore van Cappadocië.
Keizer Nero vond dat generaal Gnaius Domitius Corbulo niet ver genoeg ging in de Romeins-Parthische Oorlog (54-64) en stuurde Paetus in 62 naar Armenië. Tijdens de Slag bij Rhandeia kwam de incompetentie van Paetus naar boven in de vorm van een zware nederlaag. Corbulo handelde de zaak af en Paetus keerde naar Cappadocië terug. Later werd hij door Nero gepardonneerd.
Tijdens de regering van Vespasianus was hij gouverneur van Syria tussen 70 en 72. Over hoe het verder met hem afliep zijn er geen gegevens.